# Theodorus van der Eem

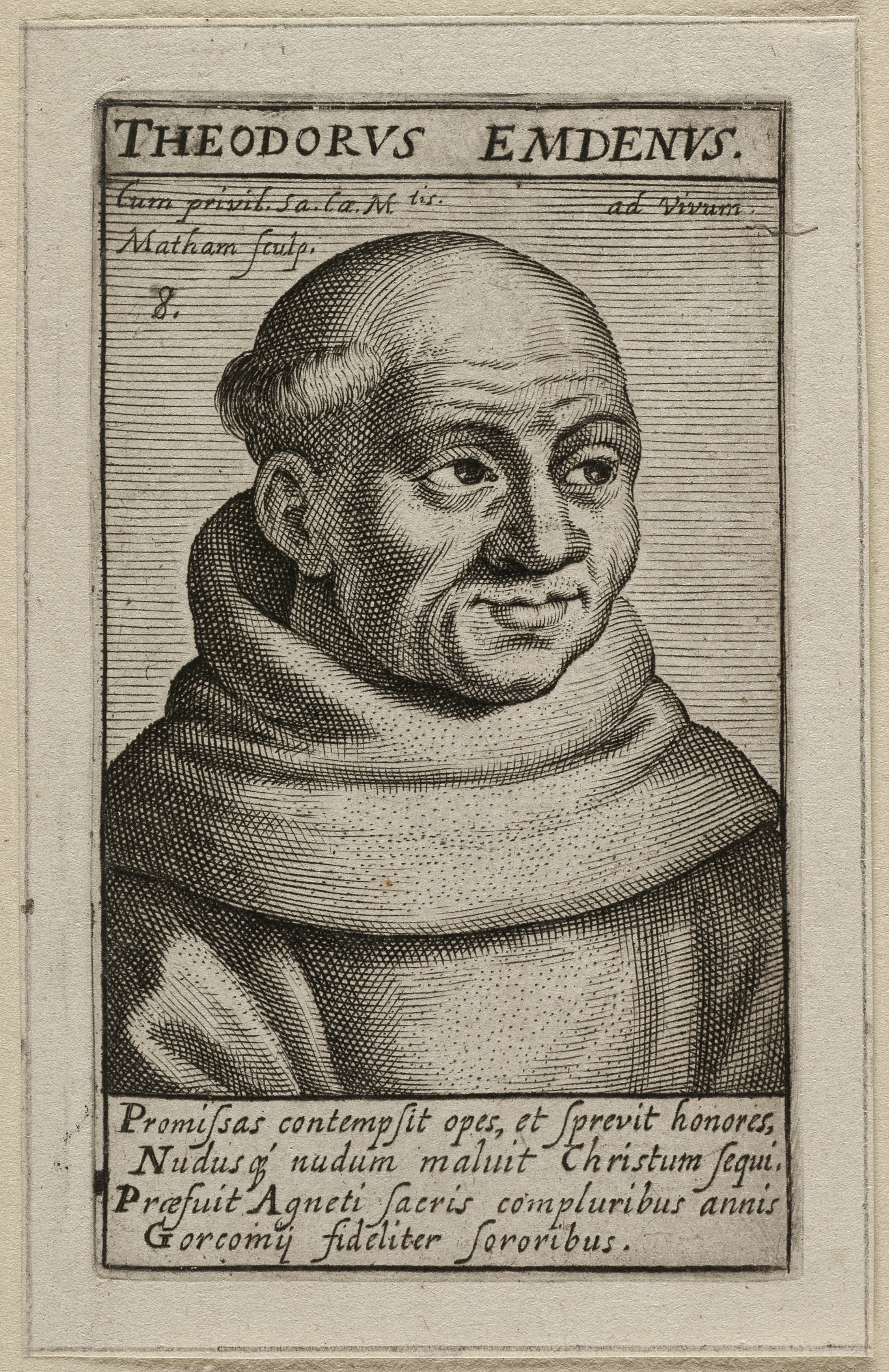
Portret uit een serie door Jacob Matham

De heilige Theodorus (Dirk) van der Eem (Amersfoort, ca. 1499 — Brielle, 9 juli 1572), was een franciscaner priester, rector van de Zusters Tertiarissen in Gorinchem.
Hij behoort tot de negentien martelaren van Gorcum. Op 9 juli 1572 werd Dirk in Brielle met zijn geestverwanten, vanwege hun volharding in het katholieke geloof, op brute wijze door de calvinistische volgelingen van Lumey vermoord.
Dirk werd op 14 november 1675 zalig en op 29 juni 1867 heilig verklaard door paus Pius IX. De feestdag te ere van Dirk van der Eem en de andere martelaren van Gorcum is 9 juli.
Adrianus van Hilvarenbeek · Andreas Wouters · Antonius van Hoornaar · Antonius van Weert · Cornelius van Wijk bij Duurstede · Franciscus de Roye · Godfried van Duynen · Godfried van Mervel · Hieronymus van Weert · Jacobus Lacobs · Joannes van Hoornaar · Joannes van Oisterwijk · Leonardus van Veghel · Nicasius van Heeze · Nicolaas Pieck · Nicolaas Poppel · Petrus van Assche · Theodorus van der Eem · Willehad van Denemarken